# وزارت کشور بریتانیا
وزارت کشور بریتانیا (انگلیسی: Home Office) یک وزارتخانه در کشور بریتانیا است.
این وزارتخانه که در سال ۱۷۸۲ تأسیس شده ساختمان مرکزی آن در خیابان مارشام، لندن قرار دارد.